# Pływanie na Letnich Igrzyskach Olimpijskich 2004
Zawody pływackie na Letnich Igrzyskach Olimpijskich w Atenach rozgrywane były na otwartej pływalni w Olympic Aquatic Centre. Zawodnicy walczyli o 32 komplety medali.

## Klasyfikacja medalowa
| Miejsce | Państwo           | Złoto | Srebro | Brąz | Razem |
| ------- | ----------------- | ----- | ------ | ---- | ----- |
| 1       | Stany Zjednoczone | 12    | 9      | 7    | 28    |
| 2       | Australia         | 7     | 5      | 2    | 14    |
| 3       | Japonia           | 3     | 1      | 4    | 8     |
| 4       | Holandia          | 2     | 3      | 2    | 7     |
| 5       | Ukraina           | 2     | 0      | 1    | 3     |
| 6       | Francja           | 1     | 2      | 3    | 6     |
| 7       | Polska            | 1     | 2      | 0    | 3     |
| 8       | Południowa Afryka | 1     | 1      | 1    | 3     |
| 8       | Zimbabwe          | 1     | 1      | 1    | 3     |
| 10      | Chiny             | 1     | 1      | 0    | 2     |
| 11      | Rumunia           | 1     | 0      | 1    | 2     |
| 12      | Austria           | 0     | 2      | 0    | 2     |
| 13      | Niemcy            | 0     | 1      | 4    | 5     |
| 14      | Węgry             | 0     | 1      | 1    | 2     |
| 14      | Włochy            | 0     | 1      | 1    | 2     |
| 16      | Chorwacja         | 0     | 1      | 0    | 1     |
| 16      | Rosja             | 0     | 1      | 0    | 1     |
| 18      | Wielka Brytania   | 0     | 0      | 2    | 2     |
| 19      | Argentyna         | 0     | 0      | 1    | 1     |
| 19      | Trynidad i Tobago | 0     | 0      | 1    | 1     |
| Razem   | Razem             | 32    | 32     | 33   | 97    |

## Wyniki

### Mężczyźni
| Konkurencja:                        | Złoto: | Czas     | Srebro: | Czas     | Brąz: | Czas     |
| Styl dowolny                        | |          | |          | |          |
| 50 m (szczegóły)                    | Gary Hall Jr. | 21,93    | Duje Draganja | 21,94    | Roland Schoeman | 22,02    |
| 100 m (szczegóły)                   | Pieter van den Hoogenband | 48,17    | Roland Schoeman | 48,23    | Ian Thorpe | 48,56    |
| 200 m (szczegóły)                   | Ian Thorpe | 1:44,71  | Pieter van den Hoogenband | 1:45,23  | Michael Phelps | 1:45,32  |
| 400 m (szczegóły)                   | Ian Thorpe | 3:43,10  | Grant Hackett | 3:43,36  | Klete Keller | 3:44,11  |
| 1500 m (szczegóły)                  | Grant Hackett | 14:43,40 | Larsen Jensen | 14:45,29 | David Davies | 14:45,95 |
| Styl grzbietowy                     | |          | |          | |          |
| 100 m (szczegóły)                   | Aaron Peirsol | 54,06    | Markus Rogan | 54,35    | Tomomi Morita | 54,36    |
| 200 m (szczegóły)                   | Aaron Peirsol | 1:54,95  | Markus Rogan | 1:57,35  | Răzvan Florea | 1:57,56  |
| Styl klasyczny                      | |          | |          | |          |
| 100 m (szczegóły)                   | Kōsuke Kitajima | 1:00,08  | Brendan Hansen | 1:00,25  | Hugues Duboscq | 1:00,88  |
| 200 m (szczegóły)                   | Kōsuke Kitajima | 2:09,44  | Dániel Gyurta | 2:10,80  | Brendan Hansen | 2:10,87  |
| Styl motylkowy                      | |          | |          | |          |
| 100 m (szczegóły)                   | Michael Phelps | 51,25    | Ian Crocker | 51,29    | Andrij Serdinow | 51,36    |
| 200 m (szczegóły)                   | Michael Phelps | 1:54,04  | Takashi Yamamoto | 1:54,56  | Stephen Parry | 1:55,52  |
| Styl zmienny                        | |          | |          | |          |
| 200 m (szczegóły)                   | Michael Phelps | 1:57,14  | Ryan Lochte | 1:58,78  | George Bovell | 1:58,80  |
| 400 m (szczegóły)                   | Michael Phelps | 4:08,26  | Erik Vendt | 4:11,81  | László Cseh | 4:12,15  |
| Sztafety                            | |          | |          | |          |
| 4 × 100 m dowolnym (szczegóły)      | Południowa Afryka · Roland Schoeman · Lyndon Ferns · Darian Townsend · Ryk Neethling                                                                  | 3:13,17  | Holandia · Johan Kenkhuis · Mitja Zastrow · Klaas-Erik Zwering · Pieter van den Hoogenband · Mark Veens*                       | 3:14,36  | Stany Zjednoczone · Ian Crocker · Michael Phelps · Neil Walker · Jason Lezak · Nate Dusing* · Gary Hall Jr.* · Gabe Woodward*       | 3:14,62  |
| 4 × 200 m dowolnym (szczegóły)      | Stany Zjednoczone · Michael Phelps · Ryan Lochte · Peter Vanderkaay · Klete Keller · Scott Goldblatt* · Dan Ketchum*                                  | 7:07,33  | Australia · Grant Hackett · Michael Klim · Nicholas Sprenger · Ian Thorpe · Antony Matkovich* · Todd Pearson* · Craig Stevens* | 7:07,46  | Włochy · Emiliano Brembilla · Massimiliano Rosolino · Simone Cercato · Filippo Magnini · Federico Cappellazzo* · Matteo Pelliciari* | 7:11,83  |
| 4 × 100 metrów zmiennym (szczegóły) | Stany Zjednoczone · Aaron Peirsol · Brendan Hansen · Ian Crocker · Jason Lezak · Lenny Krayzelburg* · Mark Gangloff* · Michael Phelps* · Neil Walker* | 3:30,68  | Niemcy · Steffen Driesen · Jens Kruppa · Thomas Rupprath · Lars Conrad · Helge Meeuw                                           | 3:33,62  | Japonia · Tomomi Morita · Kōsuke Kitajima · Takashi Yamamoto · Yoshihiro Okumura                                                    | 3:35,22  |

* Zawodnicy, którzy płynęli tylko w eliminacjach i otrzymali medale.

### Kobiety
| Konkurencja:                   | Złoto: | Czas    | Srebro: | Czas    | Brąz: | Czas    |
| Styl dowolny                   | |         | |         | |         |
| 50 m (szczegóły)               | Inge de Bruijn | 24,58   | Malia Metella | 24,89   | Lisbeth Lenton | 24,91   |
| 100 m (szczegóły)              | Jodie Henry | 53,84   | Inge de Bruijn | 54,16   | Natalie Coughlin | 54,40   |
| 200 m (szczegóły)              | Camelia Potec | 1:58,03 | Federica Pellegrini | 1:58,22 | Solenne Figuès | 1:58,45 |
| 400 m (szczegóły)              | Laure Manaudou | 4:05,34 | Otylia Jędrzejczak | 4:05,84 | Kaitlin Sandeno | 4:06,19 |
| 800 m (szczegóły)              | Ai Shibata | 8:24,54 | Laure Manaudou | 8:24,96 | Diana Munz | 8:26,61 |
| Styl grzbietowy                | |         | |         | |         |
| 100 m (szczegóły)              | Natalie Coughlin | 1:00,37 | Kirsty Coventry | 1:00,50 | Laure Manaudou | 1:00,88 |
| 200 m (szczegóły)              | Kirsty Coventry | 2:09,19 | Stanisława Komarowa | 2:09,27 | Reiko Nakamura Antje Buschschulte                                                                                        | 2:09,88 |
| Styl klasyczny                 | |         | |         | |         |
| 100 m (szczegóły)              | Luo Xuejuan | 1:06,64 | Brooke Hanson | 1:07,15 | Leisel Jones | 1:07,16 |
| 200 m (szczegóły)              | Amanda Beard | 2:23,37 | Leisel Jones | 2:23,60 | Anne Poleska | 2:25,82 |
| Styl motylkowy                 | |         | |         | |         |
| 100 m (szczegóły)              | Petria Thomas | 57,72   | Otylia Jędrzejczak | 57,84 = | Inge de Bruijn | 57,99   |
| 200 m (szczegóły)              | Otylia Jędrzejczak | 2:06,05 | Petria Thomas | 2:06,36 | Yuko Nakanishi | 2:08,04 |
| Styl zmienny                   | |         | |         | |         |
| 200 m (szczegóły)              | Jana Kłoczkowa | 2:11,14 | Amanda Beard | 2:11,70 | Kirsty Coventry | 2:12,72 |
| 400 m (szczegóły)              | Jana Kłoczkowa | 4:34,83 | Kaitlin Sandeno | 4:34,95 | Georgina Bardach | 4:37,51 |
| Sztafety                       | |         | |         | |         |
| 4 × 100 m dowolnym (szczegóły) | Australia · Alice Mills · Lisbeth Lenton · Petria Thomas · Jodie Henry · Sarah Ryan                                                    | 3:35,94 | Stany Zjednoczone · Kara Lynn Joyce · Natalie Coughlin · Amanda Weir · Jenny Thompson · Lindsay Benko* · Maritza Correia* · Colleen Lanne* ·          | 3:36,39 | Holandia · Chantal Groot · Inge Dekker · Marleen Veldhuis · Inge de Bruijn · Annabel Kosten*                             | 3:37,59 |
| 4 × 200 m dowolnym (szczegóły) | Stany Zjednoczone · Natalie Coughlin · Carly Piper · Dana Vollmer · Kaitlin Sandeno · Lindsay Benko* · Rhi Jeffrey* · Rachel Komisarz* | 7:53,42 | Chiny · Zhu Yingwenu · Xu Yanwei · Yang Yu · Pang Jiaying · Li Yi*                                                                                    | 7:55,97 | Niemcy · Franziska van Almsick · Antje Buschschulte · Petra Dallmann · Hannah Stockbauer · Janina Götz* · Sara Harstick* | 7:57,35 |
| 4 × 100 m zmiennym (szczegóły) | Australia · Giaan Rooney · Leisel Jones · Petria Thomas · Jodie Henry · Brooke Hanson* · Alice Mills* · Jessicah Schipper* ·           | 3:57,32 | Stany Zjednoczone · Natalie Coughlin · Amanda Beard · Jenny Thompson · Kara Lynn Joyce · Haley Cope* · Tara Kirk* · Rachel Komisarz* · Amanda Weir* · | 3:59,12 | Niemcy · Antje Buschschulte · Sarah Poewe · Franziska van Almsick · Daniela Götz                                         | 4:00,72 |

* Zawodniczki, które płynęły tylko w eliminacjach i otrzymały medale.